# 江南区 (ソウル特別市)

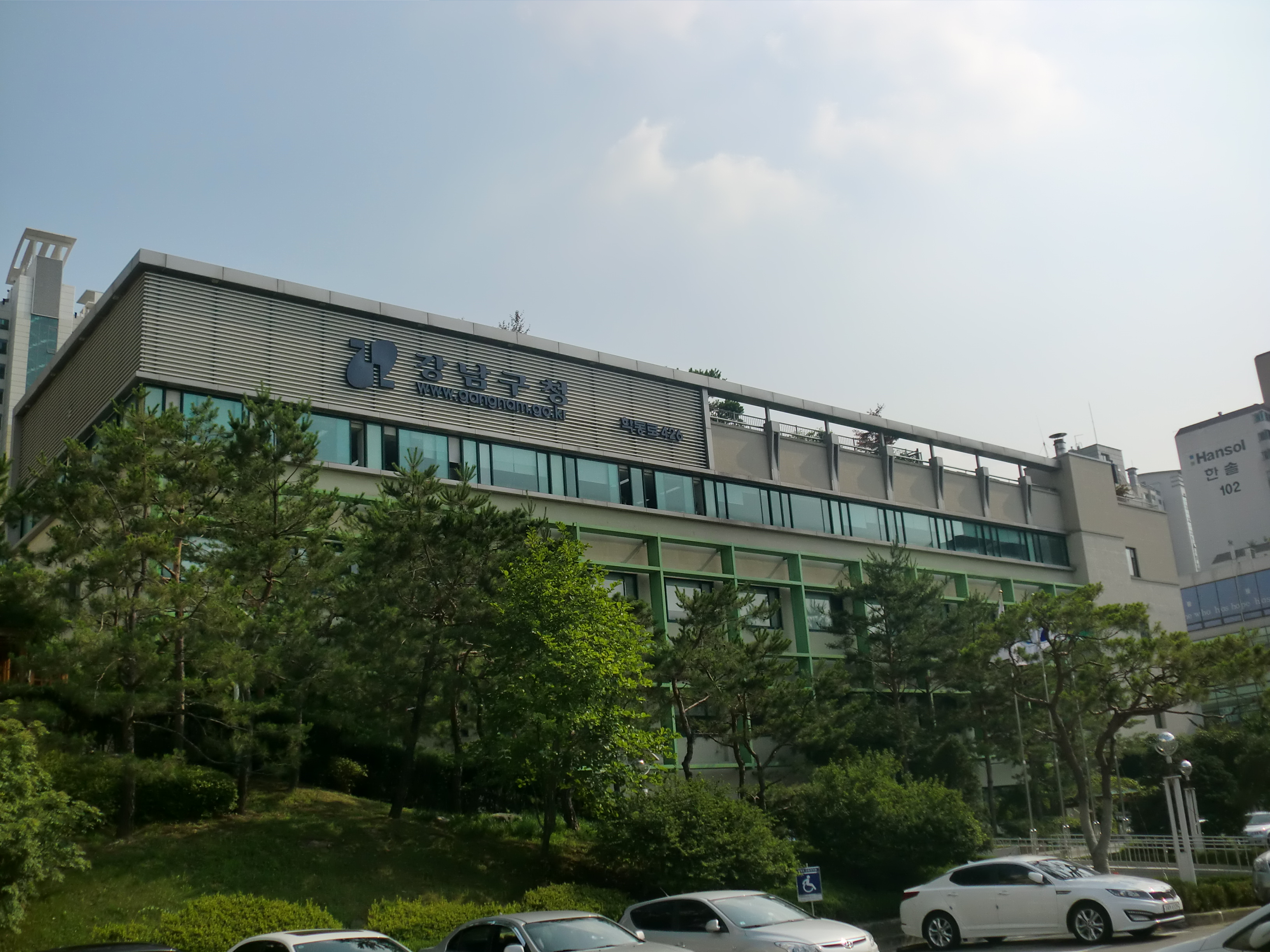
江南区庁

江南区（カンナムく）は、大韓民国ソウル特別市南東部にある区。瑞草区とカンナム8学群を構成し、韓国で最も経済力と学歴が重視される地域である。韓国で流動人口が最も多い江南駅も本区と瑞草区にある。江南大路、新沙駅、論峴駅、新論峴駅などの韓国で流動人口最上位の施設も瑞草区と両分している。1970年代初め·中盤からソウル区都心部の教育、文化機能が大挙江南に移転し、中·上流層の江南移住と大企業本社の江南入居が後に続いた結果、江南区は韓国最高の住居地であり教育·文化中心地、経済活動中心地として脚光を浴びている。
2012年、PSYの『江南スタイル』が世界的にヒットしたことにより、国外での認知度も飛躍的に高まった。

## 概要
1963年にソウル市に編入後、郊外の農村だったこの地に区画整理がなされた結果、1970年代以降、おびただしい数の高層アパートが立ち並ぶようになった。その中には一軒あたりの面積の広い高級アパートも多く、高学歴層・専門職に就く者・中産階級や上流階級など、韓国において最も富裕な人々が暮らしていることで知られる。いわゆる江南の中心。また、ソウルで4番目に人口の多い地区。江南瑞草教育支援庁（강남서초교육지원청）などのカンナムのタイトルを使用している韓国の政府機関は江南区と瑞草区だけを管理しているため、教育と社会的な概念としてのカンナムは江南区と瑞草区二つだけを意味する。特に江南区と瑞草区にある小・中・高等学校は「江南８学群」と呼ばれ、韓国で教育的な競争が最も厳しい地域である。
1980年代後半以降、高学歴層や土地長者、留学帰りの若者など裕福な人々の消費文化を背景に、狎鴎亭洞（アプクジョンドン）に高級デパートや若者の集まるブティックなどが集積し、江南はソウルで最も高級で新しい繁華街として注目を集めるようになった。
21世紀に入り、地下鉄江南駅や三成駅周辺は、大企業やIT企業が本社を置く高層オフィスビルが立ち並び、コエックス（COEX）など大きな国際会議場・展示場が位置するなど、韓国におけるビジネスや商業の新たな中心地となっている。
しかし、急激な高度経済成長の歪みを象徴する裏面として「タルドンネ」と呼ばれるスラムないし貧民窟も存在する。なかでも、九龍駅南側一帯に拡がる九龍村が知られている。日本などの大手メディアだと紹介されることはないが、江南区のもう一つの特徴である。

## ソウルの中の江南
この付近は高麗時代の広州に相当する地域で、本来、ソウル市の中央部を流れる漢江の南の一帯を「江南」、北の一帯を「江北」（カンブク、강북）と呼んだが、現在では富裕層の多い瑞草区より東の一帯を「江南」と呼ぶことが多く、また特に江南区、瑞草区あたりを指すことも多い。
70年代から80年代にかけての政府主導による江南の住宅開発・オフィス開発の勢いは激しく、1970年ごろまでは江北と江南の人口比は8対2であったが、1990年にはほぼ5対5にまで並んでいる。また江北にあったソウル高校や京畿高校など名門校の江南への移転も進んだため、大学進学に有利な名門高校を擁する江南地区の学区に上流階級や富裕層が集まった。現在ではソウル市内のみならず韓国全土から江南に移住し有利な学区に入ろうという家族が後を絶たず、江北から江南に本社を移す大企業や、最初から江南に本社をおく外資系企業も増えている。こうしたことから不動産投機や不動産価格上昇が起こっている。

## 歴史
- 1963年1月1日　ソウル特別市の市域拡大で京畿道広州郡九川面・彦州面・中垈面および大旺面の一部を城東区に編入。
- 1975年10月1日　城東区から明逸洞、下一洞、上一洞、高徳洞、吉洞、遁村洞、岩寺洞、千戸洞、城内洞、風納洞、松坡洞、巨餘洞、馬川洞、芳荑洞、石村洞、二洞、五禁洞、可楽洞、文井洞、蚕室洞、新川洞、三成洞、三田洞、水西洞、紫谷洞、栗峴洞、長旨洞、瑞草洞、蚕院洞、盤浦洞、道谷洞、良才洞、牛眠洞、院趾洞、内谷洞、新院洞、廉谷洞、逸院洞、細谷洞、駅三洞、浦二洞、開浦洞、論峴洞、新沙洞、鶴洞、狎鴎亭洞、清潭洞、大峙洞を分割し、江南区が新設。
- 1979年10月1日　明逸洞、下一洞、上一洞、高徳洞、吉洞、遁村洞、岩寺洞、千戸洞、城内洞、風納洞、松坡洞、巨餘洞、馬川洞、芳荑洞、石村洞、二洞、五禁洞、可楽洞、文井洞、蚕室洞、新川洞、三成洞、三田洞、水西洞、紫谷洞、栗峴洞、長旨洞を江東区へ分割。
- 1980年4月1日　冠岳区から方背洞を編入。
- 1988年1月1日　瑞草洞、蚕院洞、盤浦洞、方背洞、道谷洞、良才洞、牛眠洞、院趾洞、内谷洞、新院洞、廉谷洞を瑞草区へ分割。
- 1989年1月1日
  - 瑞草区から道谷洞を編入。
  - 浦二洞の一部が瑞草区に編入。

## 行政
現在の区長は（鄭順均、정순균 チョン・スンギュン、共に民主党）。

### 行政区域

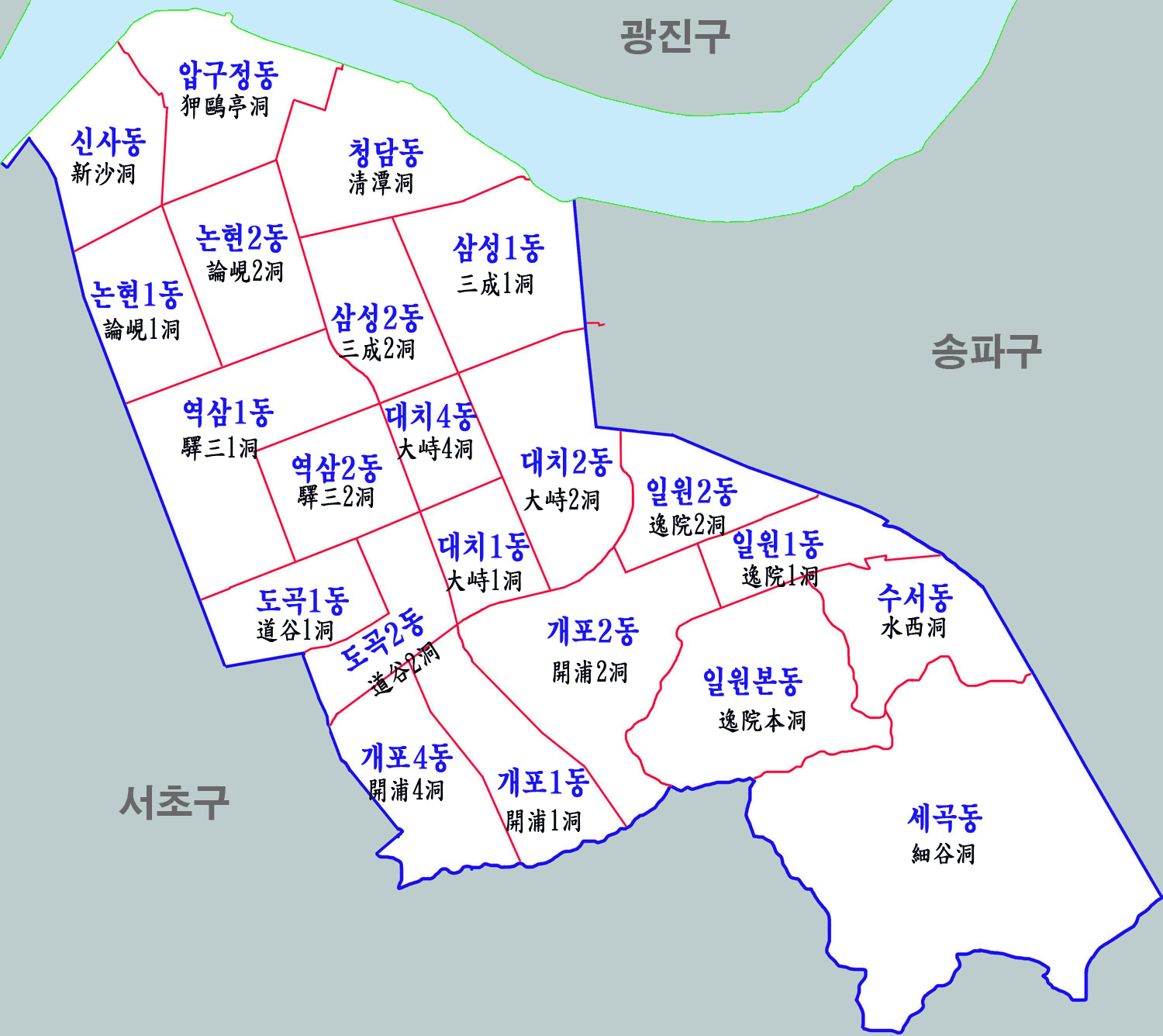
行政区域図

| 行政洞                       | 法定洞                 |
| ---------------------------- | ---------------------- |
| 新沙洞（シンサドン）         | 新沙洞、狎鴎亭洞       |
| 論峴1洞（ノニョニルトン）    | 論峴洞                 |
| 論峴2洞（ノニョニドン）      | 論峴洞                 |
| 狎鴎亭洞（アプクジョンドン） | 新沙洞、狎鴎亭洞       |
| 清潭洞（チョンダムドン）     | 清潭洞                 |
| 三成1洞（サムソンイルトン）  | 三成洞                 |
| 三成2洞（サムソンイドン）    | 三成洞                 |
| 大峙1洞（テチイルトン）      | 大峙洞                 |
| 大峙2洞（テチイドン）        | 大峙洞                 |
| 大峙4洞（テチサドン）        | 大峙洞                 |
| 駅三1洞（ヨクサミルトン）    | 駅三洞                 |
| 駅三2洞（ヨクサミドン）      | 駅三洞                 |
| 道谷1洞（トゴギルトン）      | 道谷洞                 |
| 道谷2洞（トゴギドン）        | 道谷洞                 |
| 開浦1洞（ケポイルトン）      | 開浦洞                 |
| 開浦2洞（ケポイドン）        | 開浦洞、逸院洞         |
| 開浦3洞（ケポサムドン）      | 開浦洞、大峙洞、逸院洞 |
| 開浦4洞（ケポサドン）        | 開浦洞                 |
| 逸院本洞（イロンボンドン）   | 逸院洞、水西洞         |
| 逸院1洞（イロニルトン）      | 逸院洞、水西洞         |
| 水西洞（スソドン）           | 水西洞                 |
| 細谷洞（セゴクトン）         | 細谷洞、紫谷洞、栗峴洞 |

### 警察
- ソウル江南警察署
- ソウル水西警察署

### 消防
- 江南消防署

## 教育
韓国の教育機関の調査によれば、SKY (三大名門大学)への合格者数を出した市内上位十高校のうち、半数が「江南８学群」にある高校だった。また、同区内の大峙洞（テチドン）は、陽川区木洞（モクドン）、蘆原区上渓洞（サンゲドン）と並び、ソウル市の教育三大地区と呼ばれ中高生が深夜まで学習塾で勉強している。

### 高等学校
- 開浦高等学校
- 京畿高等学校
- 京畿女子高等学校
- 狎鴎亭高等学校
- 檀国大学校師範大学付属高等学校
- 大真デザイン高等学校
- 世宗高等学校
- 淑明女子高等学校
- 永東高等学校
- 恩光女子高等学校
- 中東高等学校
- 中山高等学校
- 中央大学校師範大学付属高等学校
- 真善女子高等学校
- 清潭高等学校
- 徽文高等学校
- ソウルロボット高等学校
- 檀国工業高等学校
- 首都電気工業高等学校
- 現代高等学校
- 国楽高等学校

### 中学校
- 開院中学校
- 開浦中学校
- 九竜中学校
- 狎鴎亭中学校
- 檀国大学校師範大学付属中学校
- 大旺中学校
- 大青中学校
- 大峙中学校
- 道谷中学校
- 奉恩中学校
- 水西中学校
- 淑明女子中学校
- 新鴎中学校
- 新沙中学校
- 彦北中学校
- 彦州中学校
- 駅三中学校
- 恩成中学校
- 中東中学校
- 真善女子中学校
- 清潭中学校
- 徽文中学校
- 大明中学校
- 国楽学校
- 細谷中学校

### 初等学校
- 開院初等学校
- 開日初等学校
- 開浦初等学校
- 九竜初等学校
- 論峴初等学校
- 大谷初等学校
- 大道初等学校
- 大母初等学校
- 大旺初等学校
- 大進初等学校
- 大庁初等学校
- 大峙初等学校
- 大峴初等学校
- 道谷初等学校
- 道成初等学校
- 奉恩初等学校
- 三陵初等学校
- 水西初等学校
- 新鴎初等学校
- 狎鴎亭初等学校
- 良前初等学校
- 彦北初等学校
- 彦州初等学校
- 駅三初等学校
- 永禧初等学校
- 旺北初等学校
- 逸院初等学校
- 清潭初等学校
- 浦二初等学校
- 鶴洞初等学校
- 細明初等学校

## 交通

### 鉄道
- 韓国鉄道公社（KORAIL）
  - 盆唐線

狎鴎亭ロデオ駅 - 江南区庁駅 - 宣靖陵駅 - 宣陵駅 - ハンティ駅 - 道谷駅 - 九龍駅 - 開浦洞駅 - 大母山入口駅 - 水西駅
- SR

- 水西平沢高速線（SRT）

水西駅
- GTX-A運営

- 首都圏広域急行鉄道A路線

水西駅
- ソウル交通公社

- 2号線

三成（貿易センター）駅 - 宣陵駅 - 駅三駅 - 江南駅
- 3号線

狎鴎亭駅 - 新沙駅 - （瑞草区経由） - メボン駅 - 道谷駅 - 大峙駅 - ハンニョウル駅 - テチョン駅 - 逸院駅 - 水西駅
- 7号線

清潭駅 - 江南区庁駅 - 鶴洞駅 - 論峴駅
- ソウル市メトロ9号線

- 9号線

新論峴駅 - 彦州駅 - 宣靖陵駅 - 三成中央駅 - 奉恩寺駅
- 新盆唐線

江南駅

### 道路
- 高速道路

- 竜仁ソウル高速道路

- 大路級

- オリンピック大路（オルリンピクテロ）
- 江南大路（カンナムデロ）
- 島山大路（トサンデロ）
- 良才大路（ヤンジェデロ）
- 永東大路（ヨンドンデロ）

- 路級

- 狎鴎亭路（アプクジョンノ）
- 逸院路（イロンノ）
- 彦州路（オンジュロ）
- 広平路（クァンピョンノ）
- 開浦路（ケポロ）
- 三成路（サムソンノ）
- 宣陵路（ソルルンノ）
- 紫谷路（チャゴンノ）
- テヘラン路（テヘランノ）
- 道谷路（トゴンノ）
- 南部循環路（ナンブスナンノ）
- 論峴路（ノニョンノ）
- 鶴洞路（ハクトンノ）
- パムコゲ路（パムコゲロ）
- 盆唐水西路（プンダンスソロ）
- 献陵路（ホルルンノ）
- 奉恩寺路（ポンウンサロ）
- 良才川路（ヤンジェチョンノ）
- 駅三路（ヨクサムノ）